# Dichaetomyia nigrisquama
Dichaetomyia nigrisquama är en tvåvingeart som beskrevs av Shinonaga 2004. Dichaetomyia nigrisquama ingår i släktet Dichaetomyia och familjen husflugor. Inga underarter finns listade i Catalogue of Life.